# Riudellots de la Selva
Riudellots de la Selva is een gemeente in de Spaanse provincie Girona in de regio Catalonië met een oppervlakte van 13 km². Riudellots de la Selva telt 2.024 inwoners (1 januari 2016).

## Demografische ontwikkeling
Bron: INE, 1857-2011: volkstellingen